# Rue Henry-de-Jouvenel
La rue Henry-de-Jouvenel est une rue du 6e arrondissement de Paris.

## Situation et accès

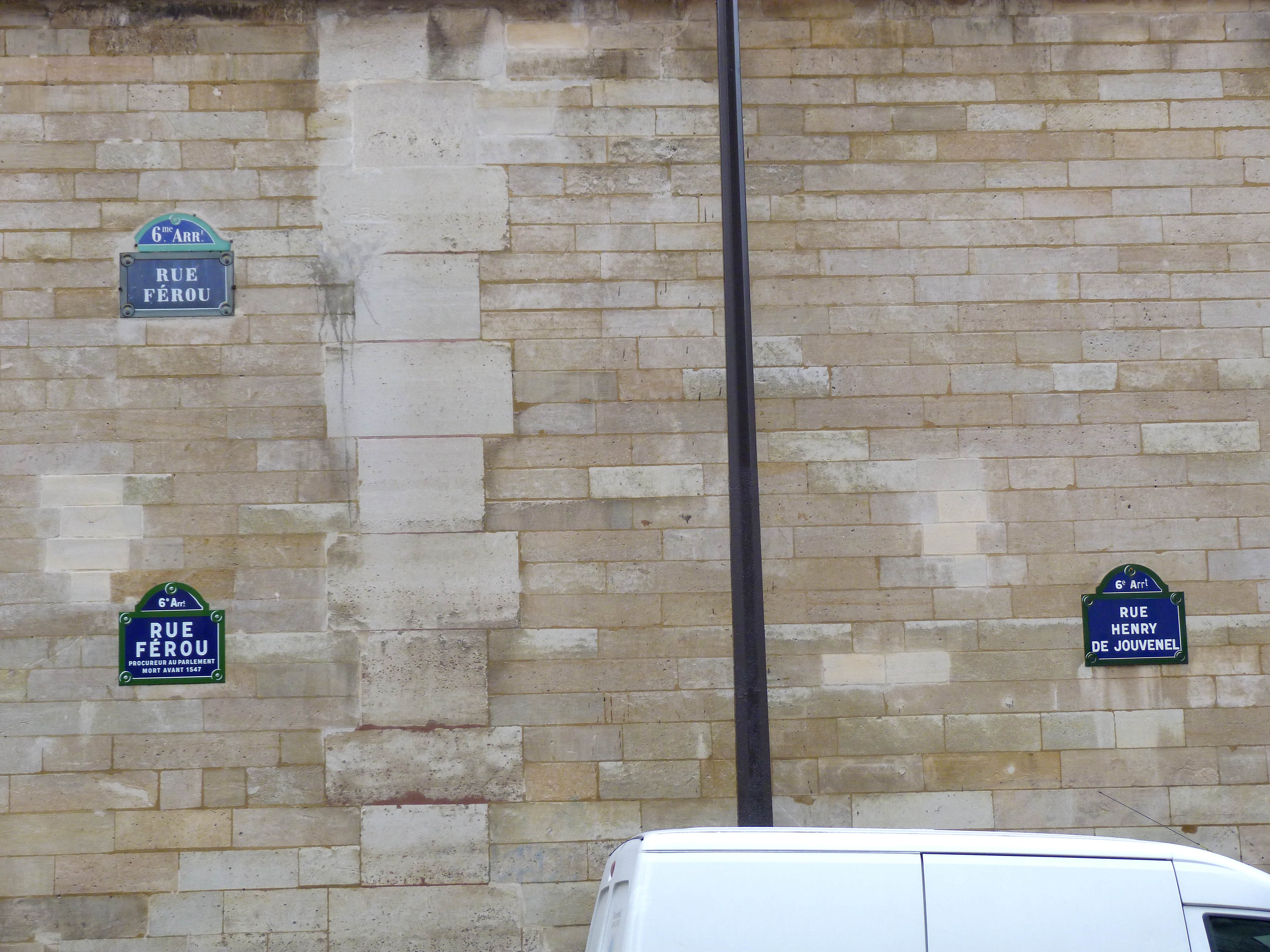
Jonction avec la rue Férou sur le mur de l'Hôtel des finances.

Cette voie débute à l'intersection de la rue Férou avec la rue du Canivet et se termine place Saint-Sulpice, soit 20 mètres. 
Du côté droit se trouve seul le mur de l'Hôtel des finances qui porte tout de même le no 1, et à gauche, les nos 2 et 3, empruntés à la rue Férou.
La station de métro la plus proche est la station Saint-Sulpice, où circulent les trains de la ligne 4.

## Origine du nom

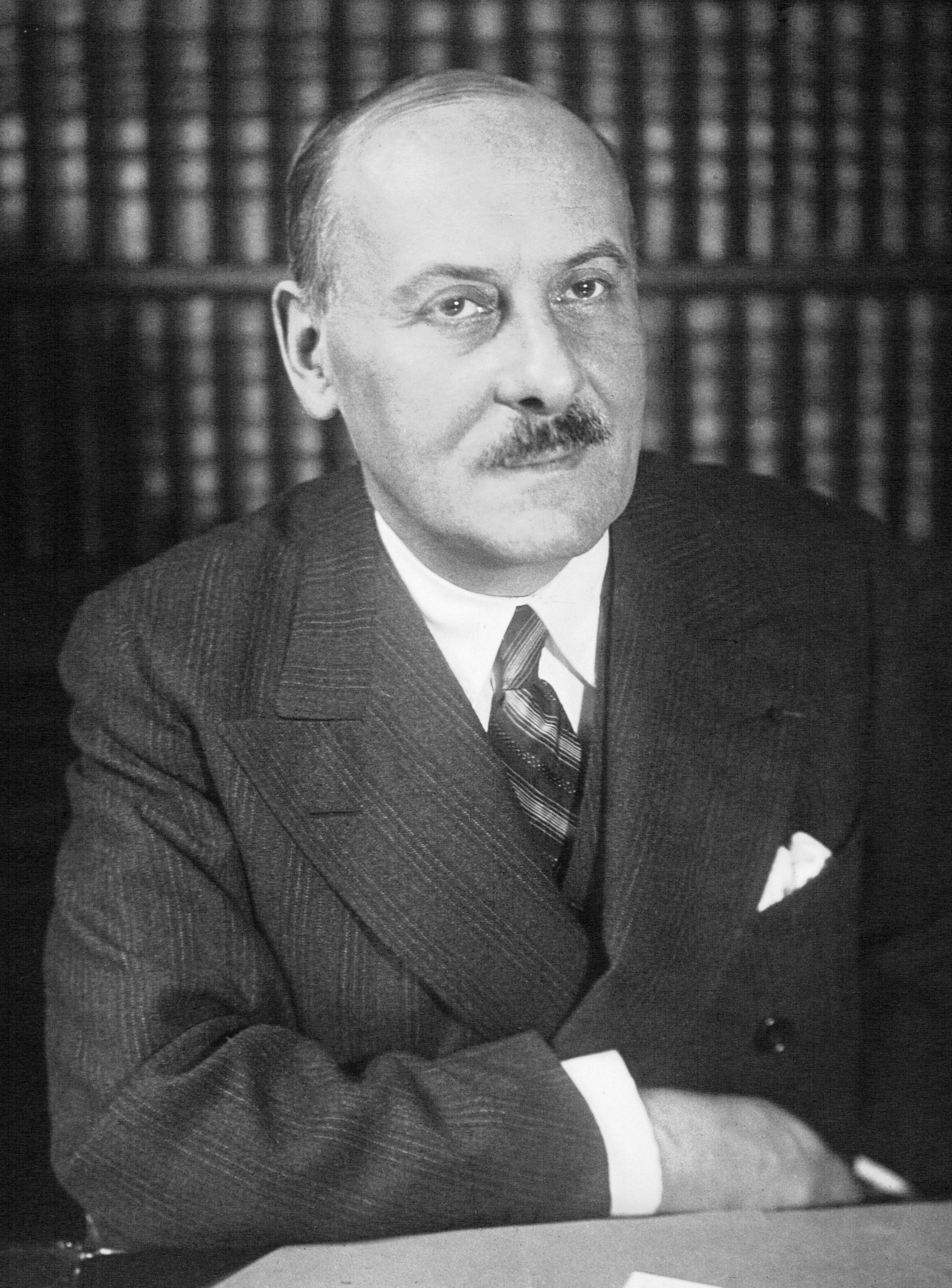
Henry de Jouvenel.

Elle porte le nom du journaliste et homme politique Henry de Jouvenel (1876-1935).

## Historique
Cette voie, qui faisait précédemment partie de la rue Férou, en a été détachée par un arrêté du 27 juillet 1936 qui lui donna le nom de « rue Henry-de-Jouvenel ».

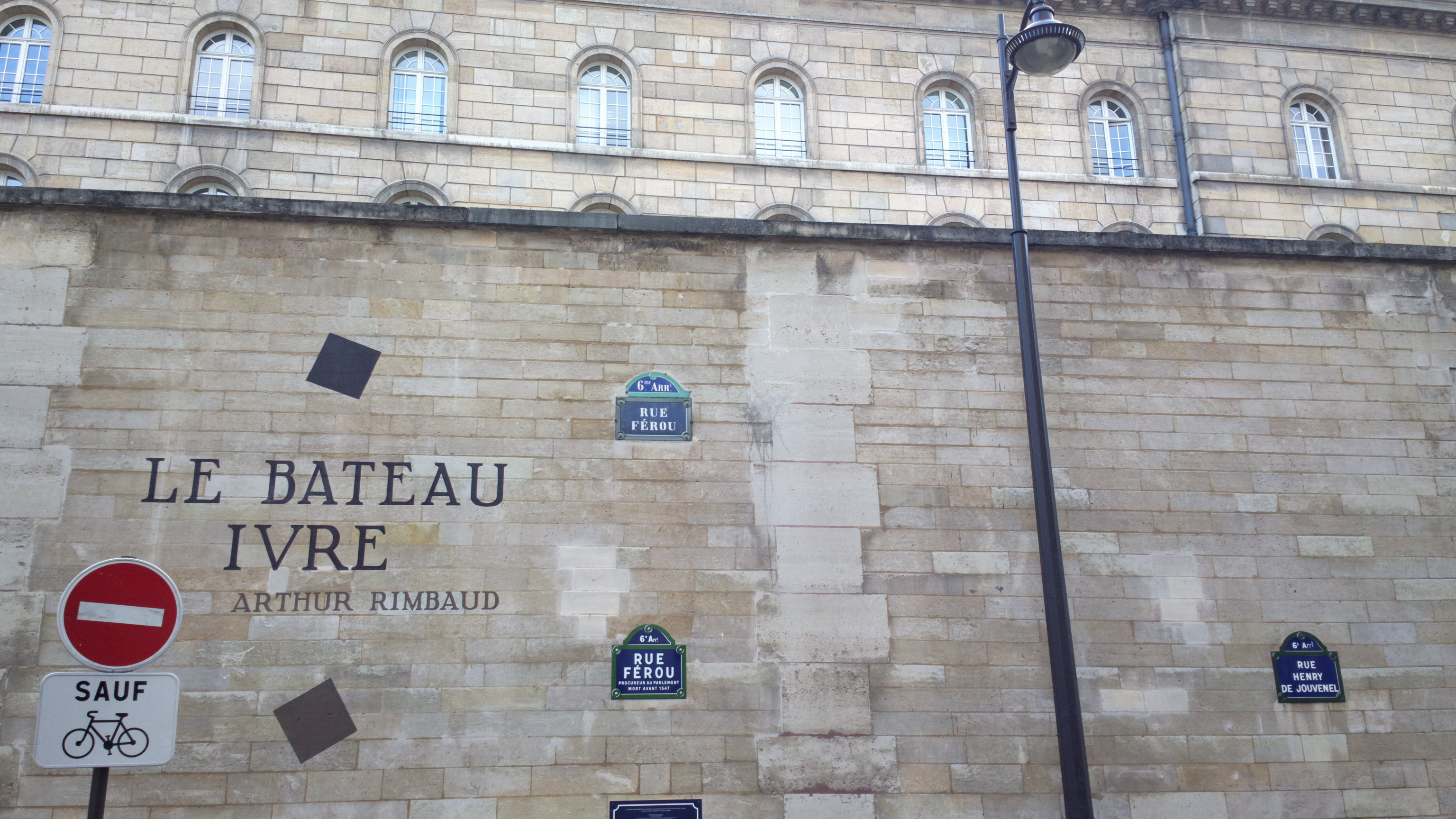
Jonction avec la rue Férou sur le mur de l'Hôtel des finances avec le poème d'Arthur Rimbaud, Le Bateau ivre.
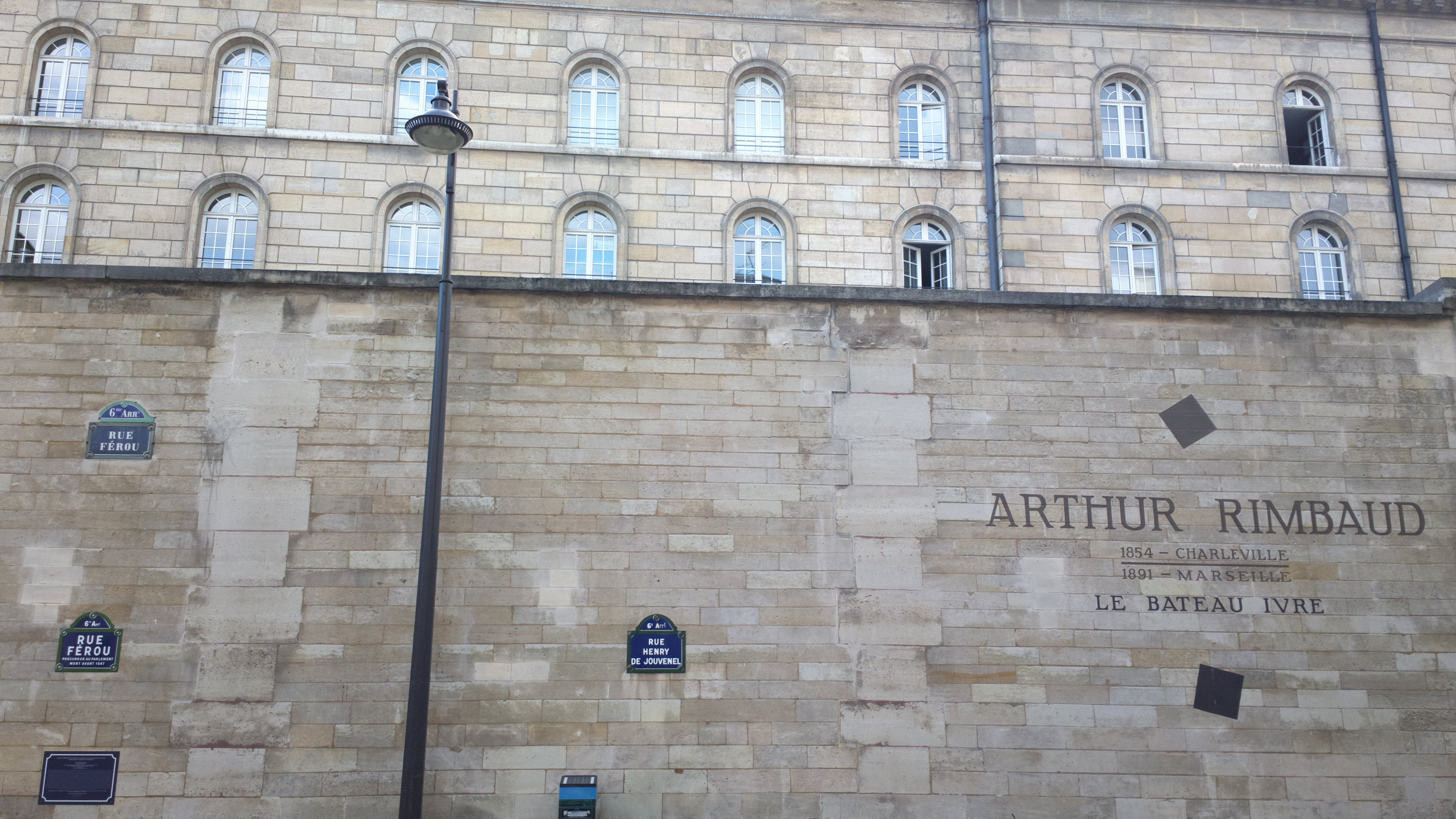